# Pezizella fagi
Pezizella fagi är en lavart som först beskrevs av Jaap, och fick sitt nu gällande namn av Matheis 1975. Pezizella fagi ingår i släktet Pezizella och familjen Hyaloscyphaceae.   Inga underarter finns listade i Catalogue of Life.